# ميلفين جونز
ميلفين جونز (بالإنجليزية: Melvyn Jones)‏ هو راكب الكنو بريطاني، ولد في 26 يناير 1964.

## وصلات خارجية
- ميلفين جونز على موقع أوليمبيديا (الإنجليزية)